# Vardhan Puri
Vardhan Puri (Bombay, 2 mei 1990) is een Indiaas acteur die voornamelijk in de Hindi filmindustrie werkt. Hij is de kleinzoon van acteur Amrish Puri. Hij maakte zijn eerste filmoptreden als acteur in de film Yeh Saali Aashiqui uit 2019.

## Filmografie

### Films
| Jaar | Film                          | Rol                      | Opmerking            |
| ---- | ----------------------------- | ------------------------ | -------------------- |
| 2012 | Ishaqzaade                    |                          | regieassistent       |
| 2013 | Shuddh Desi Romance           |                          | regieassistent       |
| 2014 | Daawat-e-Ishq                 |                          | regieassistent       |
| 2019 | Yeh Saali Aashiqui            | Sahil Mehra/ Surya Mehra | ook schrijver        |
| 2023 | Aseq                          | Ronnie                   |                      |
| 2024 | Dashmi                        | Sohail                   |                      |
| 2024 | Bloody Ishq                   | Romesh                   |                      |
| 2025 | Bobby Aur Rishi Ki Love Story | Rishi                    | Disney+ Hotstar film |

### Muziekvideo's
| Jaar | Nummer                 | Zanger(s)      |
| ---- | ---------------------- | -------------- |
| 2022 | "O Raano Bura Na Mano" | Aditya Narayan |
| 2022 | "Na Jaana Kahin Door"  | Sonu Nigam     |